# Santo Antônio do Leverger (kommun)
Santo Antônio do Leverger är en kommun i Brasilien.   Den ligger i delstaten Mato Grosso, i den centrala delen av landet, 800 km väster om huvudstaden Brasília. Antalet invånare är 18 409.
Följande samhällen finns i Santo Antônio do Leverger:
- Santo Antônio do Leverger

Omgivningarna runt Santo Antônio do Leverger är huvudsakligen savann. Trakten runt Santo Antônio do Leverger är nära nog obefolkad, med mindre än två invånare per kvadratkilometer.